# Laskowa (Limanowa)
Pour les articles homonymes, voir Laskowa.
Laskowa est une localité polonaise, siège de la gmina de Laskowa, située dans le powiat de Limanowa en voïvodie de Petite-Pologne.